# Viikarinsaari
Viikarinsaari är en ö i Finland. Den ligger i Finska viken och i kommunen Kotka i den ekonomiska regionen  Kotka-Fredrikshamn i landskapet Kymmenedalen, i den södra delen av landet. Ön ligger nära Kotka och omkring 110 kilometer öster om Helsingfors.
Öns area är 51,8 hektar och dess största längd är 1,4 kilometer i nord-sydlig riktning. Ön höjer sig omkring 15 meter över havsytan.